# Pristimantis auricarens
Pristimantis auricarens é uma espécie de anfíbio caudado da família Strabomantidae. Está presente na Venezuela. A UICN classificou-a como em perigo de extinção.